# Salir del ropero
Salir del ropero es una película española dirigida por Ángeles Reiné en 2019.

## Argumento
Celia y Sofía son dos ancianas que comparten su vida en un paradisiaco y apartado rincón de la isla de Lanzarote. Ambas deciden finalmente dar el paso de hacer pública su relación sentimental contrayendo matrimonio. Sin embargo, esta decisión puede poner en peligro los planes de boda de Eva, la nieta de Sofía, una ambiciosa abogada a punto de casarse con el heredero de un acaudalada familia escocesa, con valores ultraconservadores. Por eso Eva, en connivencia con Jorge, el hijo de Celia, intentará por todos los medios evitar que se produzca el enlace matrimonial entre las dos ancianas.

## Reparto
- Rosa Maria Sardà 	... 	Celia
- Verónica Forqué 	 	... 	Sofía
- Ingrid García Jonsson 	 	... 	Eva
- David Verdaguer 		... 	Jorge
- Candela Peña 	 	... 	Perla
- Mónica López 		... 	Natasha
- Pol Monen 	 	... 	Said
- Malcolm Treviño-Sitté 	... 	Tom